# Курукулла

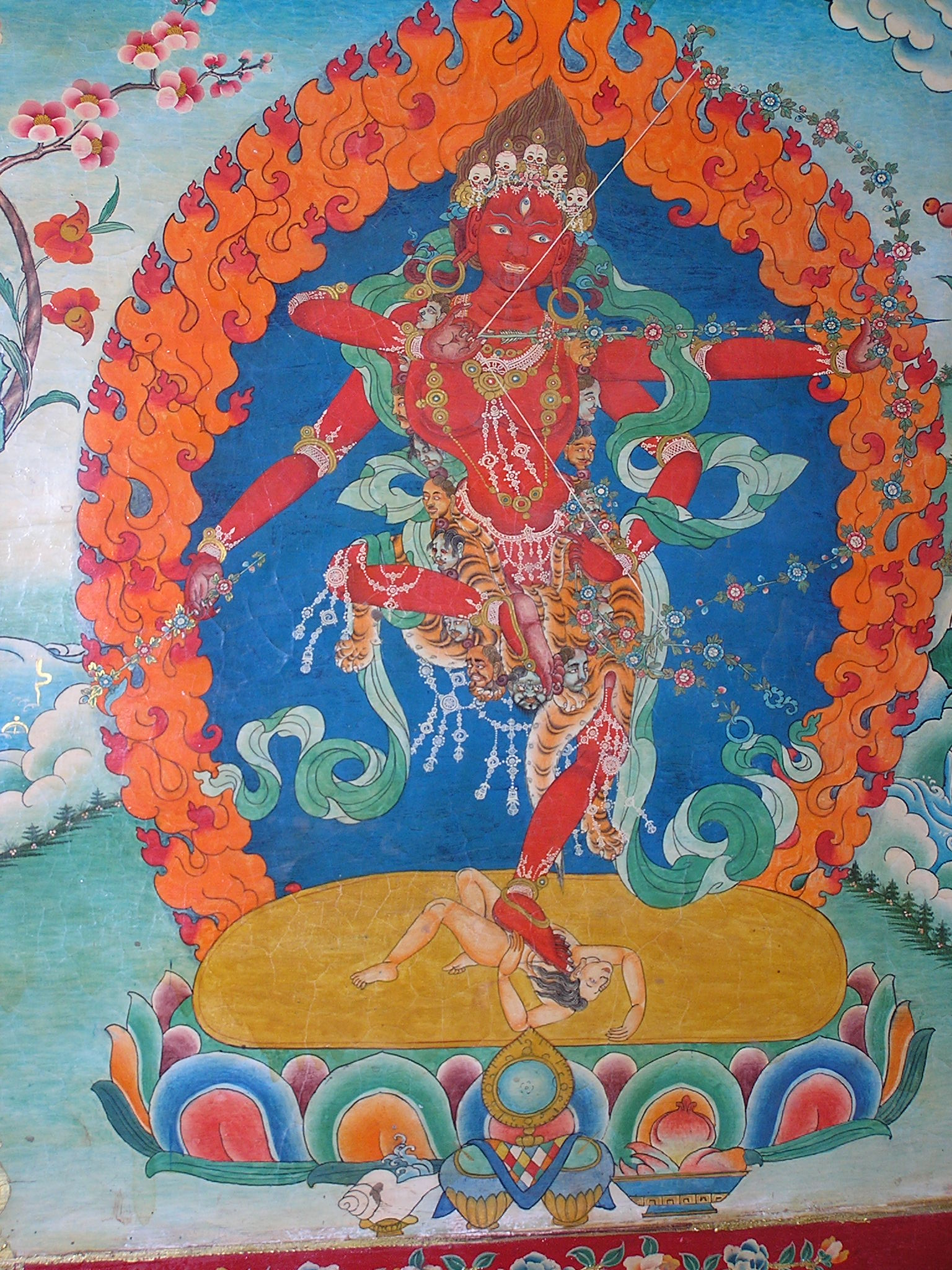
Курукулла на Сам'ї

Курукулла (тиб. rig byed ma rig byed ma 'та, що є джерелом мудрості', тиб. ku ru ku le) — одна з дакинь тибетського буддизму. Вважається одним із варіантів втілення Червоної Тари, також відносять до херуків.
Вона є покровителькою магії, любові, чарівництва і цілительства. Її атрибут — натягнутий лук і стріла, зроблені з квітів. Індуїстським аналогом Курукулли є богиня Раті. Також ряд рис ріднить її з Калі, вважається зокрема, що індійська матір печер, на ім'я Курукулла Матрикадеви (Мати-богиня) була однією з найдавніших втілень богині Калі.
Вона пов'язана з царем Уддіяни Індрабхуті. Всього було три царі Індрабхуті, і тут йдеться про другого царя. Існує текст садхани червоної Курукулли в їхній восьмирукій формі, що належить цьому цареві. Але незалежного від того, скільки у неї рук, вісім або чотири, її вважають Курукуллою Уддіяни (тиб. — Орг'єн, країна, що знаходилася на частині територій сучасної Індії та Пакистану). Тому більшість сучасних учених вважає, що Курукулла спочатку була місцевою богинею, і як індуїстська богиня Дурґа, яку пізніше через її шанування стали пов'язувати з великою буддійською богинею Тарою, так і Курукуллу часто називають Червоною Тарою (sgrol-ma dmar-po, Дролма Марпо) або Тарабхавою Курукуллою — «Курукулла, що виникла із Тари».

## Іконографія
У традиційній іконографії зображується молодою красивою дівчиною, тіло богині червоне, чотири руки, людське обличчя. У верхній парі рук тримає натягнутий лук зі стрілою, котрі виготовлені з квітів, у нижній парі — тримає гак і ласо з заліза та квітів лотоса. Курукулла носить корону з людських черепів, її волосся стоїть дибки. Навколо її талії — тигряча шкура, з її плечей спускається гірлянда з відрубаних людських голів.

## Мантра
Мантра Курукулли (поширені варіанти):
- Om Kurukulle Svaha [1]
- Om Kurukulle hrī svāhā [3] (тиб. ༀ་ཀུ་རུ་ཀུ་ལླེ་ཧྲཱིཿསྭཱ་ཧཱ) ОМ КУРУКУЛЕ ХРІх СВАХА
- Oṃ Kurukulle Hūṃ Hrīḥ Svāhā [4]

Існують також інші мантри Курукулли.

## Дії
В текстах садхан описується чотири активності:[джерело?]
1. Біла магія чи Шантіка-карма (zhi-ba'i 'phrin-las) — здатність заспокоювати та утихомирювати, а також лікувати. Приклад такої активності — Біла Тара.
2. Жовта магія чи Пуштіка-карма (rgyas-pa'i phrin-las) — здатність збільшувати багатства, процвітання, достаток, заслуги, мудрість і таке інше. Приклад такої активності — Васудгара і Джамбхала, тому вони жовтого кольору.
3. Червона магія або Ваш'я-карма (dbang gi phrin-las) — здібність підпорядковувати своїй владі людей, зачаровувати, заворожувати, залучати, перемагати, притягати їх. Це основна здібність Курукулли та тому вона червоного кольору.
4. Чорна магія чи Рудра-карма (drag-po'i phrin-las) — здібність руйнувати зло і перешкоди на духовному шляху. Це особлива здібність багатьох гнівних проявлений, таких як дакіні Сімхамукха, яка має тіло темно-синього кольору.
У деяких місцевостях Курукулла шанується як богиня любові та сексу, що ріднить її з грецькою Афродітою. Вона зображується як чуттєва і спокуслива, оголена шістнадцятирічна дівчина. Її звичайний прояв — з чотирма руками, в яких вона тримає лук і стрілу, переплетені квітками. Курукулла швидко стала широко шанованою, і навіть в наші дні залишається дуже популярною у тибетців через її магічні здатності зачаровувати (dbang gi 'phrin-las) — зачаровувати людей з метою володарювання над ними (dbang du bsdud).